# Eleonora Verbeke

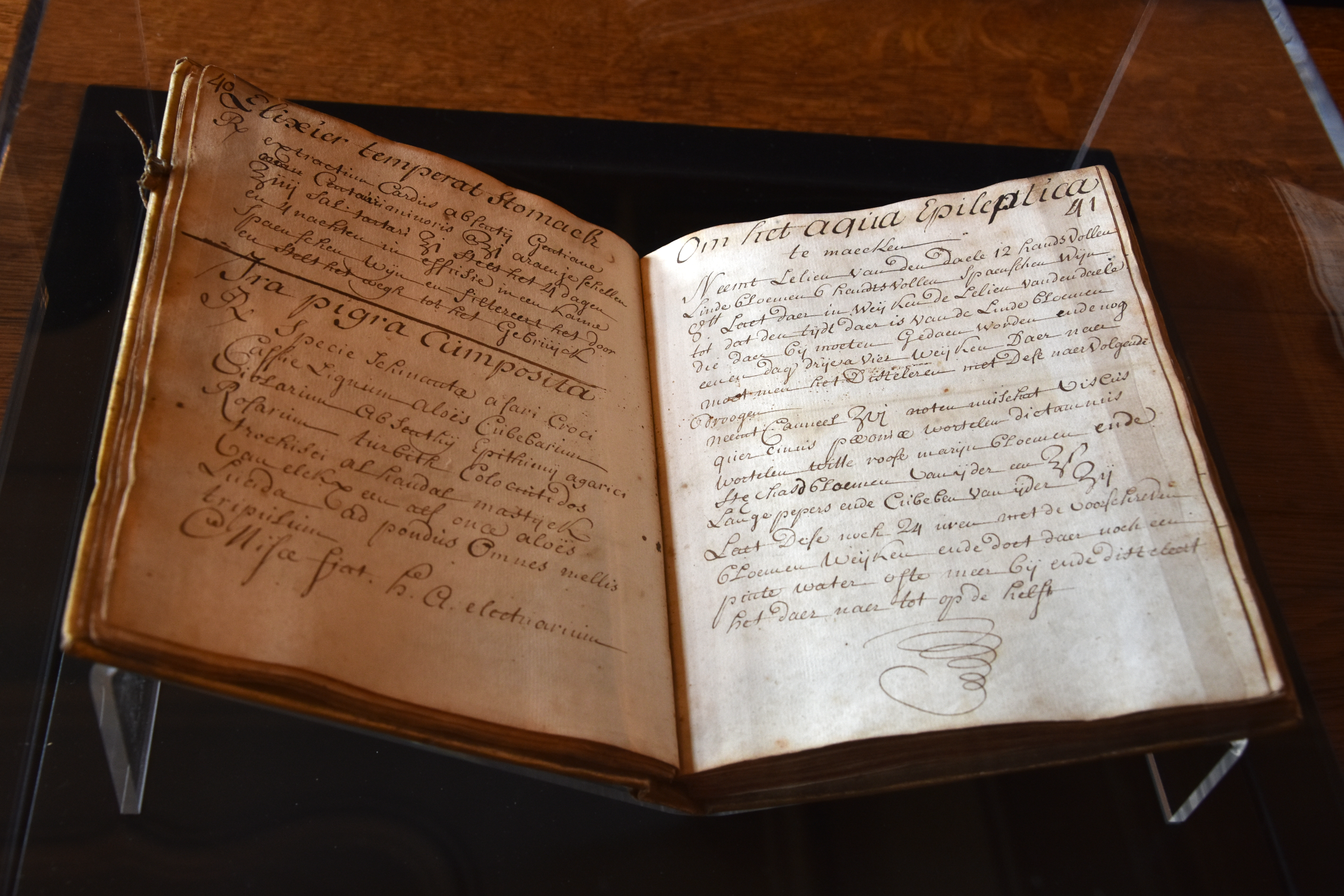
De Winckelbouck

Eleonora Verbeke (1713 - 1786) was een zuster-apothekeres in het Sint-Janshospitaal te Brugge. Zij was een van de mede-auteurs aan het 'Winckelbouck', waarin zij vanaf 1751 allerlei geneeskundige recepten opschreef. Ook alledaagse zoete recepten werden genoteerd. Zij schreef in het Nederlands, maar maakte ook gebruik van het Brugse dialect.
Op 13 april 2020 werd het pleintje in het Sint-Janshospitaal naar haar vernoemd.